# Dainis Ozols
Dainis Ozols (Smiltene, 9 de novembre de 1966) és un ciclista letó, ja retirat, que fou professional entre 1994 i 2000.
Com a ciclista amateur destaca la seva participació en els Jocs Olímpics de Barcelona de 1992, en què guanyà la medalla de bronze en la cursa en línia, disputada a Sant Sadurní d'Anoia, per darrere Fabio Casartelli i Erik Dekker. Aquell mateix any guanyà el Regio-Tour. Posteriorment va prendre part als Jocs Olímpics d'Atlanta de 1996 i els d'Atenes del 2000.
Com a professional destaquen els tres campionats nacionals en contrarellotge guanyats entre 1997 i 1999 i la Volta a Renània-Palatinat.

## Palmarès
- 1988
  - Vencedor d'una etapa de la Volta a Eslovàquia
- 1989
  - 1r al FBD Insurance Rás
- 1992
  - 1r al Regio-Tour i vencedor d'una etapa
  -  Medalla de bronze als Jocs Olímpics de Barcelona en la cursa en línia
- 1993
  - Vencedor d'una etapa del Gran Premi Tell
  - Vencedor d'una etapa del Circuit Francobelga
- 1994
  - 1r al Circuit Francobelga i vencedor de 3 etapes
  - Vencedor d'una etapa del Gran Premi François-Faber
- 1996
  - Vencedor d'una etapa de la Cursa de la Pau
- 1997
  -  Campió de Letònia en contrarellotge
  - 1r a la Volta a Renània-Palatinat i vencedor d'una etapa
  - 1r a la Malopolski Wyscig Gorski
  - 1r al TV Wisla Tour i vencedor de 2 etapes
- 1998
  -  Campió de Letònia en contrarellotge
- 1999
  -  Campió de Letònia en contrarellotge
- 2000
  - Vencedor d'una etapa de la Cursa de la Pau

### Resultats a la Volta a Espanya
- 1995. 50è de la classificació general